# أليس هاتشينز
أليس هاتشينز (بالإنجليزية: Alice Hutchins)‏ هي نحّاتة أمريكية، ولدت في 1916 في فان نويس في الولايات المتحدة، وتوفيت في 25 أكتوبر 2009.

## وصلات خارجية
- الموقع الرسمي